# Чемпіонат Європи з велоспорту на треку 2016
Чемпіонат Європи з велоспорту на треку 2016 — сьомий Чемпіонат Європи з велоспорту на треку серед еліти. Проходив з 19 по 23 жовтня на Vélodrome de Saint-Quentin-en-Yvelines в Сен-Кантен-ан-Івлін, Франція.
Програма чемпіонату 2016 року включала всі 10 олімпійських дисциплін (спринт, командний спринт, кейрін, командна гонка переслідування та омніум як для чоловіків, так і для жінок), а також у 12 неолімпійських. Вперше у програмі змагань серед жінок був представлений медісон.

## Медалісти

### Чоловіки
| Дисципліна                         | Золото                                                                        | Срібло                                                                                | Бронза                                                                             |
| Спринт                             | Павло Якушевський                                                             | Рой ван ден Берг                                                                      | Андрій Винокуров                                                                   |
| Командний спринт                   | Польща Мацей Білецький Каміль Кучинський Матеуш Рудик Матеуш Ліпа             | Велика Британія Джек Карлін Раян Овенс Джозеф Труман                                  | Німеччина Ерік Енглер Роберт Ферстеманн Ян Май                                     |
| Індивідуальна гонка переслідування | Корентен Ермено                                                               | Філіппо Ганна                                                                         | Діон Бейкебум                                                                      |
| Командна гонка переслідування      | Франція Тома Дені Корентен Ермено Флоріан Метр Сільвен Шаванель Бенжамін Тома | Італія Філіппо Ганна Сімоне Консонні Франческо Ламон Мікеле Скартецціні Ліам Бертаццо | Велика Британія Меттью Босток Олівер Вуд Кіан Емаді Коффін Марк Стюарт Стівен Берк |
| Кейрін                             | Томаш Бабек                                                                   | Андрій Винокуров                                                                      | Чарлі Конор                                                                        |
| Омніум                             | Альберт Торрес                                                                | Гаель Сутер                                                                           | Бенжамін Тома                                                                      |
| Медісон                            | Іспанія Себастьян Мора Альберт Торрес                                         | Франція Морган Кніскі Бенжамін Тома                                                   | Бельгія Кенні Де Кетеле Морено Де Пау                                              |
| Гонка за очками                    | Ніклас Ларсен                                                                 | Кенні Де Кетеле                                                                       | Роман Романов                                                                      |
| Гіт (1 км)                         | Квентен Лафарг                                                                | Ерік Енглер                                                                           | Томаш Бабек                                                                        |
| Скретч                             | Гаель Сутер                                                                   | Адріан Теклінський                                                                    | Вім Стротінга                                                                      |
| Гонка на вибування                 | Лоїк Періццоло                                                                | Хрістос Волікакіс                                                                     | Їржі Гохманн                                                                       |

- Спортсмени, виділені курсивом, брали участь у чемпіонаті, але не змагались у фіналі.

### Жінки
| Дисципліна                         | Золото                                                                                     | Срібло                                                                                                | Бронза                                                          |
| Спринт                             | Сімона Крупекайте                                                                          | Анастасія Войнова                                                                                     | Таня Кальво                                                     |
| Командний спринт                   | Росія Анастасія Войнова Дар'я Шмельова                                                     | Іспанія Таня Кальво Елена Касас                                                                       | Литва Сімона Крупекайте Мігле Лендел                            |
| Індивідуальна гонка переслідування | Кеті Арчибальд                                                                             | Юстина Качковська                                                                                     | Анна Терві                                                      |
| Командна гонка переслідування      | Італія Еліза Бальзамо Татьяна Ґудерцо Сімона Фраппорті Сільвія Вальсеккі Франческа Паттаро | Польща Юстина Качковська Катаржина Павловська Марія Савицька Дарія Пікулік Ніколь Плосай Луція Пєтшак | Велика Британія Емілі Кей Даніель Кан Манон Ллойд Емілі Нельсон |
| Кейрін                             | Любов Басова                                                                               | Нікі Дегренделе                                                                                       | Сімона Крупекайте                                               |
| Омніум                             | Кеті Арчибальд                                                                             | Кірстен Вілд                                                                                          | Лотте Копецкі                                                   |
| Медісон                            | Бельгія Жольєн Д'Ор Лотте Копецкі                                                          | Велика Британія Емілі Кей Емілі Нельсон                                                               | Нідерланди Ніна Кесслер Кірстен Вілд                            |
| Гонка за очками                    | Кірстен Вілд                                                                               | Жольєн Д'Ор                                                                                           | Катаржина Павловська                                            |
| Гіт (500 м)                        | Дар'я Шмельова                                                                             | Полін Грабош                                                                                          | Анастасія Войнова                                               |
| Скретч                             | Аушріне Требайте                                                                           | Елінор Баркер                                                                                         | Кірстен Вілд                                                    |
| Гонка на вибування                 | Кірстен Вілд                                                                               | Кеті Арчибальд                                                                                        | Лорі Бертон                                                     |

## Загальний медальний залік
*   Країна-господарка ( Франція)
| Місце                | Країна               | Золото | Срібло | Бронза | Загалом |
| -------------------- | -------------------- | ------ | ------ | ------ | ------- |
| 1                    | Франція*             | 3      | 1      | 3      | 7       |
| 2                    | Росія                | 3      | 1      | 1      | 5       |
| 3                    | Велика Британія      | 2      | 4      | 2      | 8       |
| 4                    | Нідерланди           | 2      | 2      | 4      | 8       |
| 5                    | Іспанія              | 2      | 1      | 1      | 4       |
| 6                    | Швейцарія            | 2      | 1      | 0      | 3       |
| 7                    | Литва                | 2      | 0      | 2      | 4       |
| 8                    | Бельгія              | 1      | 3      | 2      | 6       |
| 9                    | Польща               | 1      | 3      | 1      | 5       |
| 10                   | Італія               | 1      | 2      | 0      | 3       |
| 11                   | Україна              | 1      | 1      | 1      | 3       |
| 12                   | Чехія                | 1      | 0      | 2      | 3       |
| 13                   | Данія                | 1      | 0      | 0      | 1       |
| 14                   | Німеччина            | 0      | 2      | 1      | 3       |
| 15                   | Греція               | 0      | 1      | 0      | 1       |
| 16                   | Ірландія             | 0      | 0      | 1      | 1       |
| 16                   | Білорусь             | 0      | 0      | 1      | 1       |
| Загалом (17 збірних) | Загалом (17 збірних) | 22     | 22     | 22     | 66      |

## Україна на чемпіонаті
Україну на чемпіонаті представляли серед чоловіків:
1. Віталій Гринів
2. Володимир Когут
3. Владислав Кремінський
4. Дмитро Пономаренко
5. Тарас Шевчук
6. Володимир Фредюк
7. Андрій Винокуров

Серед жінок змагалися:
1. Любов Басова
2. Вікторія Бондар
3. Валерія Залізна
4. Оксана Клячіна
5. Тетяна Клімченко
6. Інна Метальникова
7. Олена Старікова
8. Ганна Нагірна

Українська команда посіла 11 місце в медальному заліку завдяки золоту Любові Басової в кейріні та сріблу і бронзі Андрія Винокурова в кейріні та спринті відповідно.